# 18658 Rajdev
18658 Rajdev è un asteroide della fascia principale. Scoperto nel 1998, presenta un'orbita caratterizzata da un semiasse maggiore pari a 2,3862745 UA e da un'eccentricità di 0,1864068, inclinata di 1,53672° rispetto all'eclittica.